# Вилхелм II фон Кастел
Вилхелм II фон Кастел (на немски: Wilhelm II von Castell; * ок. 1415; † 7 август 1479) от род Кастел е от 1426 г. до смъртта си владетел на Графство Кастел.

## Биография
Той е син на граф Леонхард фон Кастел († 1426) и съпругата му Анна фон Хоенлое-Уфенхайм-Ентзе-Шпекфелд († 1392/1426), дъщеря на Готфрид III фон Хоенлое-Уфенхайм-Ентзе († ок. 1387) и графиня Анна фон Хенеберг († сл. 1388).
Граф Вилхелм започва да продава имоти и права на княжеското епископство Вюрцбург. До 1457 г. той получава за тези продажби общо 40 000 гулдена. На 24 октомври 1457 г. граф Вилхелм разрешава на епископа на Вюрцбург Йохан III фон Грумбах († 1466) да вземе цялото графство и му се обещава за това рента от 500 гулдена.
Умира на 7 август 1479 г. и е погребан в манастирската църква в Бирклинген.

## Фамилия
Вилхелм II се жени пр. 1435 г. за графиня Анна фон Хелфенщайн (* ок. 1430; † 6 ноември 1472), дъщеря на граф Йохан II фон Хелфенщайн-Блаубойрен († 1444) и графиня Ирмгард фон Кирхберг († 1444). Те имат децата:

- Маргарета
- Леонхард II († 1452)
- Фридрих IV (VII, IX) (* ок. 1435; † 12 януари 1498), граф и господар на Кастел, женен 1464 г. за Елизабет фон Райтценщайн († 1498/1502)
- Вероника
- Амелия[4]